# Allergy
Allergy es una revista médica mensual revisada por pares que cubre el campo de la alergia y la inmunología. Publicada por John Wiley & Sons en nombre de la Academia Europea de Alergología e Inmunología Clínica . Publica tanto artículos originales como reseñas . El editor en jefe es Cezmi Akdis (Universidad de Zúrich). Según Journal Citation Reports, la revista tiene un factor de impacto de 13.146 en 2020. 

## Historia
Allergy fue fundada por Ernst B. Salén como Acta Allergologica y Einer Munksgard la publicó por primera vez en 1948. Salén también fue el editor en jefe original, sin embargo, Egon Bruun también ayudó en los primeros años. Otros editores en jefe han sido Gunnar Bendixen(1970–1992), Gunnar S. Johansson (1993–2002), Jean Bousquet (2003–2009), Thomas Bieber y Hans-Uwe Simon (2010–2017), y el actual editora en jefe Cezmi Akdis (marzo de 2018 hasta el presente).